# PreSonus FaderPort

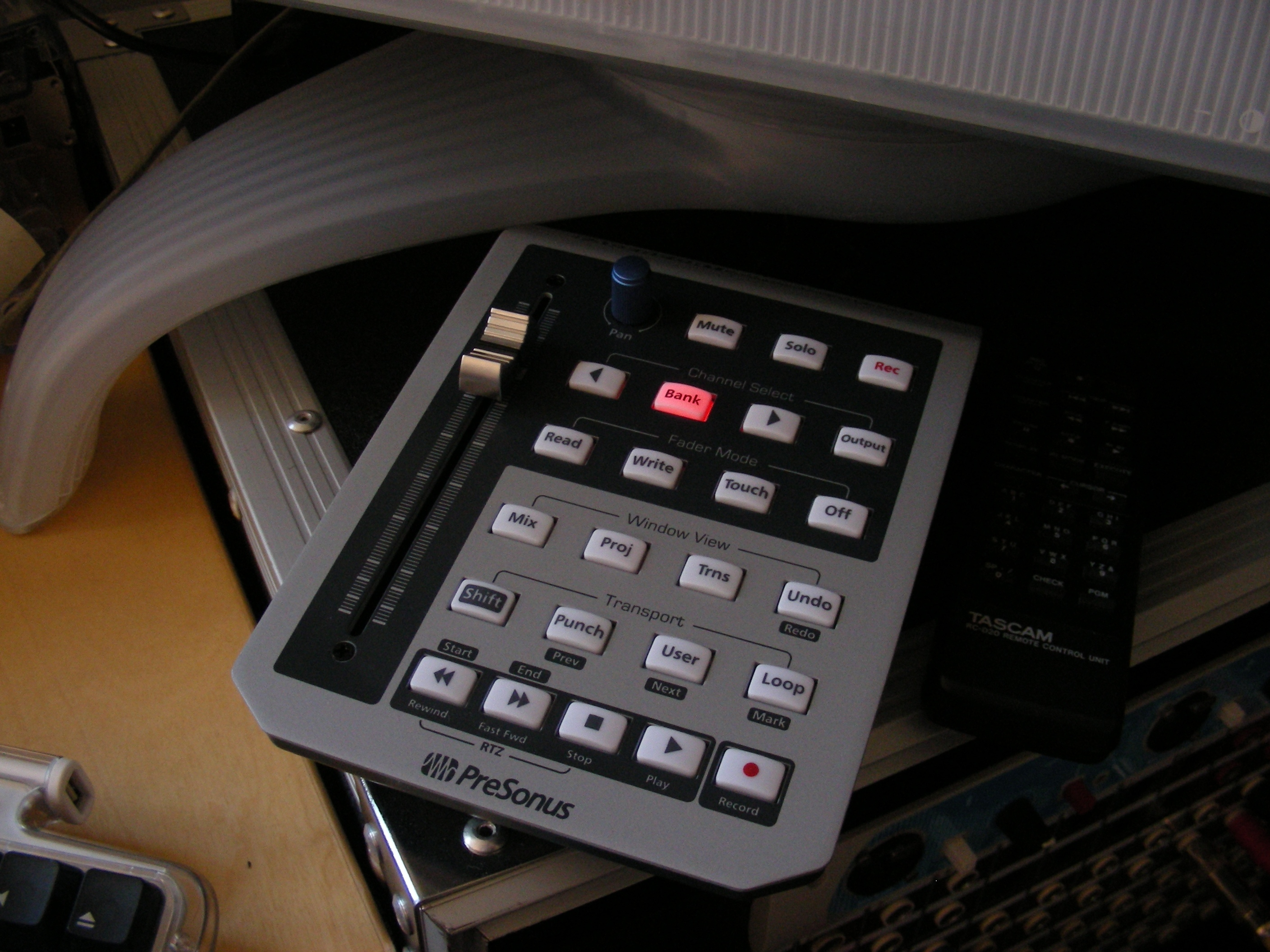
PreSonus FaderPort

Presonus FaderPort (рус. ФейдерПорт) — устройство для управления функциями микширования и построения автоматизации компьютерной цифровой звуковой рабочей станций — Studio One. FaderPort входит в семейство MIDI-контроллеров. Классическая версия включает в себя один фейдер, а так же ряд программируемых кнопок охватывающих различные критически важные и наиболее часто используемые функции цифровой рабочей станции Studio One.
Основное предназначение FaderPort — упростить рабочий процесс путём быстрого доступа к кнопкам транспорта (Play, Stop, Records, Loop и др.), других критически важных функций Studio One, более удобного управления громкостью выбранных каналов, а так же более комфортной работы при записи автоматизации записанных треков.
На сегодняшний день линейка FaderPort-ов от компании PreSonus включает в себя
- FaderPort — одноканальный контроллер
- FaderPort8 — восьмиканальный контроллер
- FaderPort16 — шестнадцатиканальный контроллер

Все модели FaderPort оснащены 100 миллиметровыми моторизированными фейдерами, что позволяет более точно работать с громкостью обрабатываемого сигнала.
PreSonus FaderPort можно так же использовать с DAW других производителей, таких как: Cubase, Logic Studio, Logic Pro, Sonar и др.

### Обзоры
- PreSonus FaderPort 16 — компактный и простой в использовании DAW-контроллер
- Доработка и мини-обзор Presonus Faderport. Проблема с ручкой регулировки панорамы.
- PreSonus FaderPort — убийца мыши!
- Presonus Faderport 8 Обзор Daw Контроллера